# Santa Chiara (Pisa)
Santa Chiara je katolický kostel v Pise na via Roma, blízko piazza dei Miracoli.
Původní název kostela byl Santo Spirito, byl přejmenován roku 1277 při připojení k sirotčinci Santa Chiary. Zbytky této stavby z 13. století jsou patrné na nádvoří. Ze 17. století pochází freska v lunetě nad vstupním portálem - Madona s dítětem, svatou Klárou a Františkem. Roku 1886 proběhla rekonstrukce budovy.
Budova uchovává relikviář s trnem z Kristovy trnové koruny, původně uložený v Santa Maria della Spina, malbu Crocifisso a mramorový reliéf Annunciazione od Lorenziho (1567). Dnes slouží jako kaple sirotčince.